# Moore-Nachbarschaft

Die Moore-Nachbarschaft besteht aus 8 Zellen, welche die mittlere Zelle C umschließen.

Die Moore-Nachbarschaft ist eine Nachbarschaftsbeziehung in einem quadratischen Raster. Alle Flächen, welche mindestens eine Ecke mit der Basisfläche gemeinsam haben, gelten als Nachbarn.
Sie ist nach Edward F. Moore benannt und wird auch als 8er-Nachbarschaft bezeichnet.
Sie entspricht den Zugmöglichkeiten des Königs beim Schach.